# 媽媽咪呀！回來了
《媽媽咪呀！回來了》（英語：Mamma Mia! Here We Go Again）是一部2018年美國和英國合拍的浪漫喜劇歌舞片，由歐·帕克執導和編劇。該片改編自凱薩琳·強生所創作的音樂劇《媽媽咪呀！》，同時也是2008年電影《媽媽咪呀！》的續集。其主演包括亞曼達·塞佛瑞、皮爾斯·布洛斯南、柯林·佛斯、史戴倫·史柯斯嘉、多明尼克·庫柏、安迪·賈西亞、雪兒、莉莉·詹姆斯、克莉絲汀·巴倫絲基、茱莉·華特絲和梅莉·史翠普。《媽媽咪呀！回來了》2017年8月12日在克羅埃西亞開拍，2018年7月20日在美國和瑞典上映。
於2018年7月16日在倫敦的哈默史密斯阿波羅首映，並於2018年7月20日在英國和美國發行，距其前任發行的那一周已有十年。這部電影在全球票房收入為3.95億美元，並受到評論家的普遍好評，其中許多人稱讚演員們的表演和音樂作曲，儘管稱電影本身只是一部“如此浪漫的喜劇”。

## 劇情
在當娜·謝里登（梅莉·史翠普 飾）去世一年後，她的女兒蘇菲·謝里登（亞曼達·塞佛瑞 飾）正準備為她媽媽的旅館重新開幕。由於她紀念母親的生活，她的兩位父親哈利及比爾沒法在旅館重新開幕那天到來，以及蘇菲與在紐約工作的丈夫史佳的關係遇到麻煩，讓她感到很不開心。
故事回到1979年，年輕的當娜（莉莉·詹姆斯 飾）跟蘿西（艾莉薩·戴維斯 飾）及譚雅（潔西卡·基南·溫恩 飾）剛從大學畢業，便準備獨自周遊世界。她在巴黎的時候認識哈利（休·斯金納 飾）並彼此度過了一晚，但當娜很快便離開了。她後來錯過了船，卻遇到有船的比爾（史戴倫·史柯斯嘉 飾），二人在途中幫助了一個擱淺的漁民阿列克西奧，並及時讓他的生命中最愛不要嫁給別人。哈利在當娜不知情下跟著她到希臘，然而他來得太晚了，只能傷心的看著船航行到遠處。
回到現在，蘿西和譚雅到小島支持蘇菲的旅館重新開幕，並且透露蘿西跟比爾已經分開的消息。蘇菲探訪山姆（皮爾斯·布洛斯南 飾），他仍為當娜的離逝而悲傷。在過去，當娜在小島上發現到一家農舍，突如其來的暴風雨使她發現在地下室裡一匹受驚的馬匹。當娜走到附近尋求幫助，騎著摩托車的年輕山姆（傑瑞米·爾文 飾）幫助她救了那隻馬匹。回到現在，一場風暴雨打亂了蘇菲重新開幕旅館的計劃，並阻止媒體報導該事件。
在過去，當娜跟山姆正在享受旋風般的浪漫，但所有東西在當娜從抽屜裡發現山姆未婚妻的照片時結束。傷心不已的當娜不願再見到山姆，山姆也因此離開了小島... 回到現在，山姆告訴蘇菲對她母親來說有多重要。與此同時，哈利（柯林·佛斯 飾）在東京商談生意的中途離開以支持蘇菲的旅館重新開幕，而比爾也有相同的想法。二人在碼頭遇上但同被告知沒有船前往。然而，比爾遇見當年的漁民阿列克西奧，從而有船讓自己前往，而哈利遇見剛抵達的史佳。
在過去，沮喪的當娜對山姆心碎得傷心欲絕，她把憤怒轉移到跟蘿西和譚雅一起合唱，但當她遇見比爾，二人就外出到他的船上；他們走了以後，山姆就回來了，他為了當娜而結束了訂婚。但當他得知她跟另一個男人在一起的時候，他再次傷心得離開小島。當娜發現自己懷孕了，卻不知道三個最近的戀人中哪個才是孩子的父親。酒吧老闆的母親索尼婭無意中聽到當娜希望留在島上，故讓當娜在酒吧跟發電機樂隊（the Dynamos）一起演出，並提議讓當娜可住在她的農舍裡，當娜欣然地接受這份工作，並在那裡誕下了蘇菲。
在現在，賓客們陸續到達派對，而蘇菲也跟另外兩位父親重聚，還有史佳。派對上蘇菲向史佳透露她懷孕的消息，並指自己從未感受到自己與母親是如此接近，並了解到自己母親的經歷。比爾和羅西因對當娜的悲痛而重聚。跟蘇菲疏遠了的外祖母露比，在最後決定送出邀請時，蘇菲決定不邀請她，然而她透露史佳在紐約追蹤到她，她也希望能跟蘇菲建立一段真正的關係。蘇菲後來跟蘿西及譚雅合唱一曲以紀念她的母親，而露比後來淚流滿面地告訴她，她媽媽對她來說有多自豪。電影後來透露，酒店的經理費爾南多（安迪·賈西亞 飾）原來就是露比於1959年在墨西哥的前度情人，兩人因此快樂地團聚。
九個月後，蘇菲誕下了一名男嬰，各人都因其洗禮儀式而聚在一起，譚雅更與費爾南多的兄弟調情。儀式舉行時，當娜的靈魂驕傲地看著她的女兒。最後，包括唐娜在內的所有演員都在貝拉當娜旅館舉行的盛大派對上合唱《Super Trouper》一曲。

## 演員
- 亞曼達·塞佛瑞 飾 蘇菲·謝里登，當娜的25歲女兒，跟露比從未見過的外孫女，史佳的妻子及唐尼的母親。
- 梅莉·史翠普 飾 當娜·謝里登，蘇菲的母親，露比的女兒，山姆的妻子，唐尼的外婆，已故。
  - 莉莉·詹姆斯 飾 年輕的當娜，當娜與發電機樂隊（Donna and the Dynamos）的始創人。
- 克莉絲汀·巴倫絲基 飾 譚雅·切舍姆-李，當娜的挈友之一，當娜與發電機樂隊前成員，經過三次離婚後變得富裕。
  - 潔西卡·基南·溫恩（英语：Jessica Keenan Wynn） 飾 年輕的譚雅。
- 茱莉·華特絲 飾 蘿西·穆里根，當娜的挈友之一，當娜與發電機樂隊前成員，一個有趣的作家，跟比爾戀愛關係中。
  - 艾莉薩·戴維斯（英语：Alexa Davies） 飾 年輕的蘿西。
- 皮爾斯·布洛斯南 飾 山姆·卡麥克，建築師，蘇菲的繼父（有可能是生父），因當娜去世而成為鰥夫。
  - 傑瑞米·爾文 飾 年輕的山姆。
- 柯林·佛斯 飾 哈利·布萊特，英國商人，當娜年輕時的前度情人，有可能是蘇菲的生父。
  - 休·斯金納（英语：Hugh Skinner） 飾 年輕的哈利。
- 史戴倫·史柯斯嘉 飾 比爾·安德森，瑞典籍水手兼旅遊作家，酒吧老闆拉扎羅斯的母親索尼婭的侄孫，亦飾演比爾的癡肥兄弟庫爾特·安德森。
  - 喬許·狄倫（英语：Josh Dylan） 飾 年輕的比爾。
- 多明尼克·庫柏 飾 史佳，蘇菲的丈夫及唐尼的父親。
- 瑪麗亞·瓦克拉西斯（英语：Maria Vacratsis） 飾 當年酒吧老闆的母親索尼婭，並讓她住在農舍裡，亦是比爾的姨婆。
- 帕諾斯·莫佐拉基斯（英语：Panos Mouzourakis） 飾 當年酒吧的老闆拉索羅斯，索尼婭的兒子，比爾的表兄弟，擁有他的酒吧與發電機樂隊（the Dynamos）。
- 雪兒 飾 露比·謝里登，與當娜久未聯絡的母親，蘇菲的外婆，山姆的岳母。
- 安迪·賈西亞 飾 費爾南多·西恩富戈斯，貝拉當娜旅館的墨西哥籍的經理，露比在1959年的舊情人。
- 歐米德·吉亞李利（英语：Omid Djalili） 飾 希臘海關官員。
- 西莉亞·伊姆裡（英语：Celia Imrie） 飾 當娜、譚雅和蘿西就讀大學的副校長。
- 杰拉德·摩納哥（英语：Gerard Monaco） 飾 阿列克西奧，當地希臘漁民。
- 森尚子 飾 由美子，哈利的商業夥伴。
- 伊川東吾（英语：Togo Igawa） 飾 立山，哈利的商業夥伴。

## 歌曲
電影原聲配樂專輯於2018年7月13日由首都唱片及寶麗多唱片分別於美國及國際上發行。這張專輯由班尼·安德森製作，他亦與比約恩·奧瓦爾斯及朱迪·克雷默成為專輯的執行製作人。專輯中除了《I Wonder (Departure)》及《The Day Before You Came》外，每首歌均在電影中出現過。
1. 蘇菲 – 《Thank You for the Music (Acapella)》✗
2. 年輕的當娜與發電機樂隊及大學副校長 – 《When I Kissed the Teacher》
3. 年輕的當娜與發電機樂隊 – 《I Wonder (Departure)》†
4. 蘇菲和史佳 – 《One of Us》
5. 年輕的當娜及年輕的哈利 – 《Waterloo》
6. 山姆 – 《SOS (Acapella)》✗
7. 年輕的比爾、年輕的當娜及年輕的哈利 – 《Why Did It Have to Be Me?》
8. 年輕的當娜 – 《I Have a Dream》
9. 拉索羅斯 – 《Kisses of Fire》(原聲帶中的擴展版本還包括年輕的當娜與發電機樂隊的版本)
10. 年輕的當娜 – 《Andante, Andante》
11. 年輕的當娜 – 《The Name of the Game》
12. 年輕的當娜和年輕的山姆 – 《Knowing Me, Knowing You》 (原聲帶中的擴展版本還包括山姆與蘇菲的版本)
13. 年輕的當娜與發電機樂隊 – 《Mamma Mia》
14. 蘿西、譚雅及蘇菲 – 《Angeleyes》
15. 蘇菲、蘿西、譚雅、山姆、比爾、哈利 – 《Dancing Queen》
16. 蘇菲、蘿西及譚雅 – 《I've Been Waiting for You》
17. 露比和費爾南多 – 《Fernando》
18. 年輕的當娜、年長的當娜與蘇菲 – 《My Love, My Life》
19. 年輕的當娜、年輕的蘿西、年輕的譚雅、年輕的比爾、年輕的山姆、年輕的哈利及當娜、蘿西、譚雅、比爾、山姆、哈利、蘇菲、史佳、露比和費爾南多 – 《Super Trouper》
20. 當娜 – 《The Day Before You Came》†

- † 表示電影原聲配樂專輯內的歌曲，但電影中並沒有出現。
- ✗ 表示歌曲於電影中出現，但並沒有收錄於電影原聲配樂專輯中。

## 製作

### 發展
繼前作《媽媽咪呀！》於財務上的成功，環球影業聯合主席及荷李活電影工作室的負責人大衛·林德對《每日郵報》指這需要一段時間，但將會有續集。他表示若果朱迪·克雷默（Judy Craymer）、凱瑟琳·約翰遜、菲莉達·萊、班尼·安德森及比約恩·奧瓦爾斯同意製作這個項目的話，他會很高興，他並且留意到還有很多ABBA的歌曲可供使用。
《媽媽咪呀！開心再嚟》於2017年5月19日公布，並於2018年7月20日發布。電影由歐·帕克編劇及執導。2017年9月27日，班尼·安德森證實有3首ABBA的歌曲將加入到電影中，分別為《When I Kissed the Teacher》、《I Wonder (Departure)》及《Angeleyes》，然而《I Wonder (Departure)》最後在電影中被裁掉，但此曲仍包括在原聲專輯中。

### 選角
2017年6月1日，電影公司宣布雅曼達·施菲將會重演蘇菲的角色。該月下旬，多米尼克·庫珀也確認將會重返拍攝續集，並與梅麗·史翠普、哥連·費夫及皮雅斯·布士南分別飾演史佳、當娜、哈利和山姆。2017年7月，姬絲·芭倫斯基也落實飾演譚雅。2017年7月12日，莉莉·詹絲試鏡飾演年輕的當娜。2017年8月3日，謝洛美·艾雲及艾歷莎·戴維斯也為電影進行試鏡，而艾雲在過去曾飾演布士南的山姆角色，而休·斯金納飾演年輕的哈利，戴維斯則飾演年輕的蘿西，年長版則由茱莉·華達絲飾演。2017年8月16日，據宣布潔西卡·姬南·韋恩將會飾演年輕的譚雅，年長版則由姬絲·芭倫斯基飾演。茱莉·華達絲及史戴倫·史卡斯格也分別重演蘿西及比爾的角色。2017年10月16日，電影公司宣布歌手兼演員雪兒將會加入電影的演員陣容，那是自從2010年她跟梅麗·史翠普合作的首齣電影《施活的遭遇》以來首次參演電影中的角色。電影的該部分專門為雪兒而寫的，而她選擇了安迪·加西亞作為她在電影中的伴侶。

### 拍攝
該片的主體拍攝於2017年8月12日在克羅埃西亞開始進行，其取景地包括維斯島。演員們於2017年10月在英格蘭薩里郡的謝珀頓製片廠集合，並跟雪兒拍攝了歌曲和舞蹈編排部分。拍攝工作於2017年12月2日結束。

## 發行
《媽媽咪呀！開心再嚟》的首支預告片在2017年12月21日釋出。電影在美國由環球影業發行，並定於2018年7月20日廣泛上映，並在英國、美國及特定地區以標準及IMAX版本發布。電影的首映禮於2018年7月16日在倫敦的漢默史密斯阿波羅舉行。

### 評價
根據爛番茄的278條評論，擁有79%新鮮度，平均得分6.30／10，觀眾分數平均為65%，平均得分3.6／5，網站對於本片共識寫道：「《媽媽咪呀！回來了》將影迷們所喜愛的所有東西都加倍 - 而我的粉絲怎麼能抵擋它？」。在Metacritic上，電影獲得了60分。據CinemaScore調查，觀眾的反響在A+至F間落於「A-」，與相隔十年的前作同分。

## 外部連結
- 互联网电影数据库（IMDb）上《媽媽咪呀！回來了》的资料（英文）
- 爛番茄上《媽媽咪呀！回來了》的資料（英文）
- Box Office Mojo上《媽媽咪呀！回來了》的資料（英文）
- Metacritic上《媽媽咪呀！回來了》的資料（英文）
- AllMovie上《媽媽咪呀！回來了》的资料（英文）
- 開眼電影網上《媽媽咪呀！回來了》的資料（繁體中文）
- 时光网上《媽媽咪呀！回來了》的資料（简体中文）
- 豆瓣电影上《媽媽咪呀！回來了》的資料 （简体中文）